# Vietnam 3275
Vietnam 3275 is een sciencefiction videospel van het genre side-scrolling shooter. Het spel werd in 1988 uitgebracht door Ocean en was gebaseerd op het in 1987 uitgebrachte Delta, maar dan met aangepaste sprites. Het spel is geschikt voor de homecomputers Commodore 64 en Commodore 128.

## Gameplay
Het spel speelt zich af in de ruimte in de verre toekomst. De bedoeling van het spel is alle vijanden te elimineren die in groepjes naderen en de wereld te redden. Onder vijanden wordt verstaan soldaten, buitenaardse ruimteschepen en het eindmonster aan het eind van elk level. Elk level begint met een standaard wapen waarmee één kogel per keer geschoten kan worden. Al spelende kan dit wapen versterkt worden met raketten, twee kanten op vurende raketten en verspreidende kogels.
Als de speler contact maakt met een obstakel, vijand of vijandelijke munitie dan verliest deze een leven. Als alle levens verspeeld zijn is het spel ten einde.